# سینت آنتونیس
سینت آنتونیس (به هلندی: Sint Anthonis) یک شهرستان در هلند است که در برابانت شمالی واقع شده‌است. سینت آنتونیس ۱۸ متر بالاتر از سطح دریا واقع شده‌است.